# Hu Na
Pour les articles homonymes, voir HU et NA.
Dans ce nom chinois, le nom de famille, Hu, précède le nom personnel.
Hu Na (chinois : 胡娜 ; pinyin : Hú Nà, née le 16 avril 1963 à Chengdu dans le Sichuan) est une joueuse de tennis, professionnelle dans les années 1980 et jusqu'en 1991. Chinoise, elle est devenue citoyenne américaine en 1983 après avoir obtenu l'asile politique.
En 1985, issue des qualifications, elle a joué le troisième tour à Wimbledon, sa meilleure performance en simple dans une épreuve du Grand Chelem.
Hu Na a remporté un titre WTA en double dames pendant sa carrière, en 1989 à Schenectady, associée à sa compatriote Michelle Jaggard.

## Palmarès

### Titre en double dames
| No | Date       | Nom et lieu du tournoi | Catégorie | Dotation | Surface    | Partenaire       | Finalistes                 | Score    |          |
| -- | ---------- | ---------------------- | --------- | -------- | ---------- | ---------------- | -------------------------- | -------- | -------- |
| 1  | 24-07-1989 | OTB Open Schenectady   | Tier V    | 75 000 $ | Dur (ext.) | Michelle Jaggard | Sandra Birch Debbie Graham | 6-3, 6-2 | Parcours |

### Finales en double dames
| No | Date       | Nom et lieu du tournoi                      | Catégorie | Dotation  | Surface    | Vainqueures                   | Partenaire       | Score         |          |
| -- | ---------- | ------------------------------------------- | --------- | --------- | ---------- | ----------------------------- | ---------------- | ------------- | -------- |
| 1  | 26-10-1987 | Virginia Slims of Indianapolis Indianapolis |           | 75 000 $  | Dur (int.) | Jenny Byrne Michelle Jaggard  | Beverly Bowes    | 6-2, 6-3      | Parcours |
| 2  | 09-04-1990 | Suntory Japan Open Tokyo                    | Tier IV   | 150 000 $ | Dur (ext.) | Kathy Jordan Elizabeth Smylie | Michelle Jaggard | 6-0, 3-6, 6-1 | Parcours |

## Parcours en Grand Chelem

### En simple dames
| Année | Open d'Australie (janvier) | Open d'Australie (janvier) | Internationaux de France | Internationaux de France | Wimbledon       | Wimbledon       | US Open         | US Open           | Open d'Australie (décembre) | Open d'Australie (décembre) |
| ----- | -------------------------- | -------------------------- | ------------------------ | ------------------------ | --------------- | --------------- | --------------- | ----------------- | --------------------------- | --------------------------- |
| 1985  | n/a                        | n/a                        | -                        | -                        | 3e tour (1/16)  | Rene Uys        | 2e tour (1/32)  | Pam Shriver       | 1er tour (1/32)             | Anne Hobbs                  |
| 1986  | n/a                        | n/a                        | 1er tour (1/64)          | Kathy Rinaldi            | 2e tour (1/32)  | Raffaella Reggi | 2e tour (1/32)  | Jo Durie          | n/a                         | n/a                         |
| 1987  | 2e tour (1/32)             | Helena Suková              | -                        | -                        | 2e tour (1/32)  | Jana Novotná    | 1er tour (1/64) | Elna Reinach      | n/a                         | n/a                         |
| 1988  | -                          | -                          | 1er tour (1/64)          | Federica Bonsignori      | 1er tour (1/64) | Steffi Graf     | 1er tour (1/64) | Jill Hetherington | n/a                         | n/a                         |
| 1989  | -                          | -                          | -                        | -                        | 2e tour (1/32)  | Chris Evert     | 1er tour (1/64) | Sophie Amiach     | n/a                         | n/a                         |
| 1990  | -                          | -                          | 2e tour (1/32)           | Camille Benjamin         | 1er tour (1/64) | Patty Fendick   | -               | -                 | n/a                         | n/a                         |

À droite du résultat, l’ultime adversaire.

### En double dames
| Année | Open d'Australie (janvier)    | Open d'Australie (janvier) | Internationaux de France    | Internationaux de France   | Wimbledon                       | Wimbledon                  | US Open                      | US Open                   | Open d'Australie (décembre) | Open d'Australie (décembre) |
| ----- | ----------------------------- | -------------------------- | --------------------------- | -------------------------- | ------------------------------- | -------------------------- | ---------------------------- | ------------------------- | --------------------------- | --------------------------- |
| 1985  | n/a                           | n/a                        | -                           | -                          | 1er tour (1/32) A. M. Fernández | B. Borneo Joy Tacon        | -                            | -                         | -                           | -                           |
| 1986  | n/a                           | n/a                        | 1er tour (1/32) C. Benjamin | Chris Evert Anne White     | -                               | -                          | 2e tour (1/16) C. Benjamin   | Steffi Graf G. Sabatini   | n/a                         | n/a                         |
| 1987  | 1er tour (1/16) Masako Yanagi | C. Jolissaint H. Ludloff   | -                           | -                          | 1er tour (1/32) P. Paradis      | Hetherington J. Russell    | 3e tour (1/8) D. Balestrat   | Elise Burgin Robin White  | n/a                         | n/a                         |
| 1988  | -                             | -                          | 3e tour (1/8) C. Benjamin   | Kohde-Kilsch Helena Suková | 2e tour (1/16) Sandy Collins    | M. Bollegraf Nicole Provis | 1er tour (1/32) C. Benjamin  | A. Sánchez C. Tanvier     | n/a                         | n/a                         |
| 1989  | -                             | -                          | -                           | -                          | 2e tour (1/16) S. Stafford      | Nicole Provis Elna Reinach | 1er tour (1/32) Jane Thomas  | Terry Phelps R. Reggi     | n/a                         | n/a                         |
| 1990  | -                             | -                          | 2e tour (1/16) M. Jaggard   | Mercedes Paz A. Sánchez    | 1er tour (1/32) M. Jaggard      | Hetherington Robin White   | 1er tour (1/32) C. MacGregor | Mary Pierce Luanne Spadea | n/a                         | n/a                         |

Sous le résultat, la partenaire ; à droite, l’ultime équipe adverse.

## Parcours en Coupe de la Fédération
| #                                                            | Date       | Lieu        | Surface      | Gagnante(s)              | Perdante(s)                     | Score    |          |
|                                                              |            |             |              |                          |                                 |          |          |
| 1981 - 1er tour (groupe mondial) - Thaïlande - Chine - 0 : 3 |            |             |              |                          |                                 |          |          |
| 1                                                            | 09/11/1981 | Tokyo       | Terre (ext.) | Li Xin-Yi Hu Na          | Chalada Wattana P. Samawanthana | 6-0, 6-3 | Parcours |
|                                                              |            |             |              |                          |                                 |          |          |
| 1981 - 2e tour (groupe mondial) - Chine - Australie - 0 : 3  |            |             |              |                          |                                 |          |          |
| 2                                                            | 09/11/1981 | Tokyo       | Terre (ext.) | Susan Leo Wendy Turnbull | Li Xin-Yi Hu Na                 | 6-2, 6-1 | Parcours |
|                                                              |            |             |              |                          |                                 |          |          |
| 1982 - 1er tour (groupe mondial) - Japon - Chine - 0 : 3     |            |             |              |                          |                                 |          |          |
| 3                                                            | 19/07/1982 | Santa Clara | Dur (ext.)   | Hu Na                    | Kumiko Okamoto                  | 6-1, 6-2 | Parcours |
| 3                                                            | 19/07/1982 | Santa Clara | Dur (ext.)   | Li Xin-Yi Hu Na          | Etsuko Inoue Masako Yanagi      | 6-3, 6-2 | Parcours |

## Classements WTA en fin de saison

### En simple
| Année | 1983 | 1984 | 1985 | 1986 | 1987 | 1988 | 1989 | 1990 |
| Rang  | 205  | 278  | 96   | 93   | 58   | 94   | 108  | 130  |

Source : (en) « Classements de Hu Na », sur le site officiel du WTA Tour

### En double
| Année | 1986 | 1987 | 1988 | 1989 | 1990 |
| Rang  | 129  | 106  | 106  | 82   | 78   |

Source : (en) « Classements de Hu Na », sur le site officiel du WTA Tour